# Grote diepslak
De grote diepslak (Bithynia tentaculata) is een slakkensoort uit de familie Bithyniidae. De wetenschappelijke naam van de soort is gepubliceerd in 1758 door Linnaeus in de tiende editie van Systema naturae.
De soort komt oorspronkelijk uit Europa en West-Azië, maar komt als exoot ook voor in Noord-Amerika. Hij komt er onder meer voor in de regio van de Grote Meren, waar hij zuigwormen met zich meedraagt die dodelijk zijn voor sommige watervogels, zoals koeten en eenden.
De grote diepslak heeft een bruine tot zwarte kleur.